# Короткий сгибатель пальцев
Короткий сгибатель пальцев (лат. Musculus flexor digitorum brevis) — мышца подошвенной части стопы.
Занимает срединное положение на стопе, располагаясь под подошвенным апоневрозом. Начинается коротким мощным сухожилием от медиального отростка бугра пяточной кости и подошвенного апоневроза. Направляясь вперёд, мышечное брюшко переходит в четыре сухожилия, залегающих в синовиальных влагалищах вместе с сухожилиями длинного сгибателя пальцев (лат. M. flexor digitorum longus). В области проксимальных фаланг II—V пальцев стопы каждое из четырёх сухожилий короткого сгибателя разделяются на две ножки, которые прикрепляются к основанию средних фаланг указанных пальцев. Между ножками проходят сухожилия длинного сгибателя пальцев.

## Функция
Мышца укрепляет свод стопы и сгибает пальцы.